# Saint-Alfred
Saint-Alfred est une municipalité dans la municipalité régionale de comté de Beauce-Centre au Québec, située dans la région administrative de Chaudière-Appalaches.

## Toponymie
Elle est nommée en l'honneur d'Alfred le Grand.

## Histoire
- 1er janvier 1950 : Érection de la municipalité de Saint-Alfred.

## Géographie
Le crénon de la rivière du Moulin est situé au sud du village près de la confluence de la rivière Noire.

## Démographie
| 1951 | 1956 | 1961 | 1966 | 1971 | 1976 | 1981 | 1986 |
| ---- | ---- | ---- | ---- | ---- | ---- | ---- | ---- |
| 600  | 650  | 651  | 532  | 420  | 389  | 457  | 455  |

| 1991 | 1996 | 2001 | 2006 | 2011 | 2016 | 2021 | - |
| ---- | ---- | ---- | ---- | ---- | ---- | ---- | - |
| 439  | 467  | 432  | 458  | 485  | 492  | 519  | - |

## Administration
Les élections municipales se font en bloc pour le maire et les six conseillers.
| Saint-Alfred Maires depuis 2001                                                                                      |                    |         |          |
| Élection | Maire              | Qualité | Résultat |
| 2001 | Laurent Veilleux   |         | Voir     |
| 2005 | Jean-Roch Veilleux |         | Voir     |
| 2009 | Jean-Roch Veilleux | Voir    |          |
| 2013 | Jean-Roch Veilleux | Voir    |          |
| 2017 | Jean-Roch Veilleux | Voir    |          |
| 2021 | Jean-Roch Veilleux | Voir    |          |
| Élection partielle en italique Depuis 2005, les élections sont simultanées dans toutes les municipalités québécoises |                    |         |          |